# Anoplophora chiangi
Anoplophora chiangi là một loài bọ cánh cứng trong họ Cerambycidae.